# 文曆
文曆（1234年十一月五日至1235年九月十九日）是日本的年號之一。這個時代的天皇是四條天皇、鎌倉幕府征夷大將軍為藤原賴經、執權為北條泰時。

## 改元
- 天福二年十一月五日（1234年11月27日）改元文曆
- 文曆二年九月十九日（1235年11月1日）改元嘉禎

## 出處
《昭明文選卷四十六·顏延年三月三日曲水詩序》：「皇上以叡文承歷（曆）、景屬宸居。」

## 大事記
文历二年（1235年）3月12日：《新勅撰和歌集》完成。

## 紀年、西曆、干支對照表
| 文曆       | 元年   | 二年   |
| 儒略曆日期 | 1234年 | 1235年 |
| 干支       | 甲午   | 乙未   |